# Martyr’s Memorial A-Division League
Martyr's Memorial A-Division League (nepaleză:शहीद स्मारक ए डिभिजन लीग) este primul eșalon din sistemul competițional fotbalistic din Nepal.

## Echipele seonului 2010
- Nepal Police Club
- Three Star Club
- New Road Team
- Tribhuvan Army Club
- Manang Marsyangdi Club
- Machhindra Football Club
- Jawalakhel Youth Club
- Friends Club
- Ranipokhari Corner Team
- APF Club
- Boys Union Club
- Sankata Club

## Foste campioane
| Ed. campionat | Sezon   | B.S.    | Campioană               |
| ------------- | ------- | ------- | ----------------------- |
| 1             | 1954/55 | 2011    | Mahabir Club            |
| 2             | 1955/56 | 2012    | Police Force            |
| 3             | 1956/57 | 2013    | Police Force            |
| 4             | 1957/58 | 2014    | Army XI                 |
| 5             | 1960/61 | 2017    | New Road Team           |
| 6             | 1962/63 | 2019    | New Road Team           |
| 7             | 1963/64 | 2020    | Bidya Byama             |
| 8             | 1966/67 | 2023    | Mahabir Club            |
| 9             | 1967/68 | 2024    | Friends Unoin           |
| 10            | 1968/69 | 2025    | Deurali Club            |
| 11            | 1969/70 | 2026    | Mahabir Club            |
| 12            | 1970/71 | 2027    | Deurali Club            |
| 13            | 1971/72 | 2028    | Ranipokhari Corner Team |
| 14            | 1972/73 | 2029    | Ranipokhari Corner Team |
| 15            | 1973/74 | 2030    | Ranipokhari Corner Team |
| 16            | 1975    | 2032    | Boys Union Club         |
| 17            | 1976    | 2033    | Sunakhari Athletic Club |
| 18            | 1977    | 2034    | Annapurna Club          |
| 19            | 1978    | 2035    | New Road Team           |
| 20            | 1979    | 2036    | Ranipokhari Corner Team |
| 21            | 1980    | 2037    | Sankata Club            |
| 22            | 1981/82 | 2038    | Ranipokhari Corner Team |
| 23            | 1982    | 2039    | Annapurna Club          |
| 24            | 1983    | 2040    | Sankata Club            |
| 25            | 1984    | 2041    | Ranipokhari Corner Team |
| 26            | 1985    | 2042    | Sankata Club            |
| 27            | 1986    | 2042/43 | Manang Marsyangdi Club  |
| 28            | 1987    | 2043/44 | Manang Marsyangdi Club  |
| 29            | 1989    | 2046    | Manang Marsyangdi Club  |
| 30            | 1995    | 2052    | New Road Team           |
| 31            | 1996/97 | 2054    | Three Star Club         |
| 32            | 1997/98 | 2055    | Three Star Club         |
| 33            | 2000    | 2057    | Manang Marsyangdi Club  |
| 34            | 2003/04 | 2060    | Manang Marsyangdi Club  |
| 35            | 2004    | 2061    | Three Star Club         |
| 36            | 2005/06 | 2062    | Manang Marsyangdi Club  |
| 37            | 2006/07 | 2063    | Nepal Police Club       |
| 38            | 2010    | 2066/67 | Nepal Police Club       |